# 平田真弥
平田真也（ひらた しんや 1981年5月31日 - ）は、日本のタレント、パーソナリティー。
ニックネームは「平ちゃん」。G-GRIT所属。

## 人物・略歴
学生の頃に、ソフトテニス部で近畿大会にまで出場したことがある。
高校卒業後、サラリーマンとして10年ほど勤めた後、NSC卒業生の友人とお笑いコンビ「ワライフ」を結成。
2年後のコンビ解散後、活動拠点を名古屋に移す。
現在は、ソロ活動にてマルチタレント・司会・ラジオパーソナリティーとして活動中。

## レギュラー番組

### 現在
- 平田シンヤのご縁よろしく!!（愛知北FM）

### 過去
- ファンキーフランキーのMUSIC STREET（愛知北FM）